# Minami-Arupusu
Minami-Arupusu (jap. 南アルプス市 Minamiarupusu-shi; dosł.Południowe Alpy) – miasto w Japonii na głównej wyspie Honsiu (Honshū), w prefekturze Yamanashi.

## Położenie
Miasto leży w zachodniej części prefektury nad rzeką Fuji, graniczy z:
- Kai
- Hokuto
- Nirasaki
- Chūō
- Shizuoka
- Ina

## Historia
Miasto powstało 1 kwietnia 2003 roku.

## Transport

### Kolejowy
Przez miasto przebiega główna magistrala JR Chūō.

### Drogowy
- Autostrada Chūbu-Ōdan
- Drogi krajowe nr 54, 140.

## Miasta partnerskie
- Chiny: Dujiangyan